# 甘塩コメコ
甘塩 コメコ（あまじお コメコ）は、日本のフリーイラストレーターである。
千葉県生まれ。武蔵野美術大学卒。ライトノベルや児童書の挿絵、ゲームのイラストなどに携わる。

## 主な作品

### 書籍

#### 小説の表紙・挿絵
作品へのリンクが張られているものは（記事がない物も含めて）シリーズ作品。
- 『風月綺』（皇城一夢 著）
- 『リュシアンの血脈』（冴木忍 著）
- 『トリックスターズ』（久住四季 著）
- 『青い瞳のソラと銀の魔術書』（野口祐加 著）
- 『ソルブライト』（えとう乱星 著）
- 『少女探偵ナンシー・ドルー』（キャロリン・キーン 著、小林淳子 訳）
- 『ミステリクロノ』（久住四季 著）
- 『学園ソウル・ガーディアンズ!?』(金沢有倖 著）
- 『エノーラ・ホームズの事件簿』シリーズ（ナンシー・スプリンガー 著、 杉田七重 訳）
- 『ハピ☆スタ編集部』（梨屋アリエ 著）
- 『花結びの娘』（岡篠名桜 著）
- 『悪魔は世界の救世主』（神矢陽 著）
- 『ワイルドブーケ』（駒尾真子 著）
- 『七歳美郁と虚構の王』（陸凡鳥 著）
- 『黙星録』（荻野目悠樹 著）
- 『アークトゥールス　全ての物語の完結と始まり』（藤木稟 著）
- 『七歳美郁と虚構の王1999』（陸凡鳥 著）
- 『ノブレス・オブリージュ』（小松遊木 著）
- 『A=宇宙少女2×魂の速度』（日野一二三 著）
- 『精恋三国志』（奈々愁仁子 著）
- 『天穹の英傑伝　ザ・マシンナリー・ライダー』（吉田親司 著）
- 『モンスター・クラーン』（結城光流 著）
- 『愛してると言いなさい』（安芸とわこ 著）
- 『逢魔ヶ時あやいと倶楽部召喚少女の守護人形』（黒狐尾花 著）
- 『ソロモンの詩篇』（HALO 著）
- 『いとをかし!百人一首』（光丘真理 著）
- 『ペニンシュラの修羅』（吉田親司 著）
- 『魔装の王女 〜ドレスが選んだ、にわか花嫁!?〜』（香月沙耶 著）
- 『花嵐ガール』（望月麻衣 著）
- 『秘密のグウィネヴィア姫 〜新説☆アーサー王物語〜』（如月天音 著）
- 『戦国武将物語』（小沢章友 著）
- 『理系伯爵は女心が理解できない』（花粉症 著）
- 『竜王様のお気に入り』（流川リョウ 著）
- 『ロミオとジュリエットの結末』（白柳いちか 著）
- 『キミマイ きみの舞』（緒川さよ 著）
- 『おもしろい話が読みたい!ゲキ恋!』（アンソロジー）
- 『鍛えすぎて婚約破棄された結果、氷の公爵閣下の妻になったけど実は溺愛されているようです』（佐崎咲 著）
- 『平安後宮の没落姫』（藍せいあ 著）
- 『屋根裏部屋の公爵夫人』（もり 著・アオイ冬子 キャラクター原案）（※4巻以降）
- 『追放された期待外れ聖女ですが、聖婚により魔霊伯爵様に嫁ぐことになりました』（綾束乙 著）

#### 描き方本
- 『5人のプロ絵師によるキャラクターの色塗りテクニック 着色の基本から配色、質感、色彩設計までマスターしよう!』（共著）

### ドラマCD
- 『爽海バッカニアーズ!』（プチレーヴ 企画・原案）ジャケットイラスト

### ゲーム

#### プレイバイメール
- 会員情報誌『ネスパ』掲載（パーティー・オブ・アミューズメント・サービス発行）挿絵・NPCイラスト 他
  - プロムナード5　太陽紀フロレンティア
  - 魔物語 クロニクル・ティアーズ
  - ぼくらの学園アドベンチャー(1学期)
  - プロムナード6　楽園のファンタジオン
  - 僕らの学園アドベンチャー 夏休み
  - ぼくらの学園アドベンチャー(2学期)
  - 幻想英雄伝 レジェンド･オブ･ロマンシア
  - プロムナード7　はじまりのエアギアス

#### モバイルゲーム
- 『戦国コレクション』（コナミデジタルエンタテインメント/DeNA運営）カードイラスト･季節イラスト
- 『三国志キングダム』（GREE運営）カードイラスト
- 『REKI-DAMA ～戦国カードバトル～』（株式会社394運営）カードイラスト
- 『戦国覇王伝』（インタラクティブブレインズ運営）カードイラスト
- 『聖魔爛戦！イクサヒメ』（ゲームオン運営）カードイラスト
- 『戦コレ絆クロス』（コナミデジタルエンタテインメント/DeNA運営）カードイラスト
- 『Wonder 4 World』（アールビバン/ジー・モード運営）カードイラスト
- 『車なごコレクション』（オートックワン運営）一部キャラクターデザイン・イラスト

#### パソコンゲーム
- 『レジェンド・オブ・ヴァルハラ』（USERJOY JAPAN運営）NPCイラスト
- 『STAR GALAXY』（スクウェア・エニックス運営）カードイラスト
- 『Imperial Saga』（スクウェア・エニックス運営）カードイラスト

#### トレーディングカードゲーム
- 『ラストクロニクル』（ホビージャパン開発）カードイラスト

#### コンシューマーゲーム
- 『爽海バッカニアーズ!』（プチレーヴ 企画・制作）キャラクターデザイン・パッケージイラスト・一部原画